# 福住 (江東區)
福住（日语：／ Fukuzumi */?）是東京都江東區的町名。現行行政地名為福住一丁目與福住二丁目。郵遞區號135-0032。

## 地理
位於江東區西部，屬深川地域。江東區役所西方約2公里處。北鄰清澄，東接深川，南連門前仲町、永代，西通佐賀。
町域北邊有仙台堀川，西邊有大島川。町域中央有東西向的首都高速道路通過走り，設有出入口。

### 河川
- 大島川 - 松永橋、元木橋、綠橋、御船橋。
- 仙台堀川 - 清澄橋。

## 歷史
過去是隅田川河口沙洲，江戶時代填埋成陸。原為網魚場、堆石場、木材堆置場，後發展為町屋。當時作為集散地，米倉眾多，住民多貨物裝卸工。現在町域內仍有許多倉庫。江戶時代中期的儒學者、政治家新井白石引退後，與妻子居住在福住一丁目9番（當時為深川一色町）。
1931年（昭和6年）實施住居表示，一色町、伊澤町、松村町、黑江町合併成立深川福住町一丁目。永堀町、大住町、東永代町、材木町合併成立深川福住町二丁目。1969年（昭和44年）實施新住居表示，為現在福住一丁目，福住二丁目。

### 地名由來
「福住」是實施住居表示，合併成立新町時所取的嘉語。

## 交通

### 鐵路
福住境內沒有鐵路或車站。可步行利用以下車站。
- 東京都交通局都營地下鐵
  - 大江戶線：門前仲町站｜清澄白河站
- 東京地下鐵
  - 東西線：門前仲町站
  - 半藏門線：清澄白河站

### 道路
首都高速道路
- 9號深川線 - 福住出入口

都道
- - 475號永代葛西橋線（葛西橋通）

## 設施
- 皮諾丘幼兒舍福住園 - 保育園
- 東京電力福住變電所

## 備註
1. ↑  江東区の世帯と人口（住民基本台帳による） 区民部区民課 平成25年8月1日現在[永久]

## 外部連結
- 江東區官方網站 （页面存档备份，存于）